# Fernando Soler
Fernando Soler (geboren als Fernando Díaz Pavía; * 24. Mai 1896 in Saltillo, Coahuila; † 24. Oktober 1979 in Mexiko-Stadt) war ein mexikanischer Filmregisseur, Schauspieler, Drehbuchautor und Filmproduzent. Soler gehört zu den herausragenden Persönlichkeiten des Goldenen Zeitalters des Mexikanischen Films. Auch seine Brüder Andrés Soler, Domingo Soler und Julián Soler waren im Filmgeschäft aktiv.

## Leben
Fernando Soler wurde am 24. Mai 1896 als Fernando Díaz Pavía in Saltillo, Coahuila geboren. Das genaue Geburtsjahr ist jedoch nicht gesichert. Ebenso lassen sich 1898, 1900 und 1903 als Angaben finden. Seine Eltern waren Domingo Díaz García und Irene Pavía Soler. Beide stammten aus Spanien und waren Schauspieler in einer Theatergruppe, die 1895 nach Mexiko kam. Sie hatten mit Andrés Soler, Domingo Soler und Julián Soler drei weitere Söhne, die ebenfalls Tätigkeiten im Filmgeschäft ausübten. Hinzu kamen die vier Töchter Irene, Gloria, Elvíra und Mercedes Soler, von denen nur letztere in einigen Filmen als Schauspielerin zu sehen war. Die Eltern führten ihre Kinder bereits früh an den Schauspielerberuf heran: Während der Mexikanischen Revolution emigrierten sie in die Vereinigten Staaten, wo sie mit ihren Kindern die Theatergruppe Cuarteto Infantil Soler gründeten. Sein Debüt gab Fernando Soler 1916 in Los Angeles.
Seine erste kleine Filmrolle hatte Fernando Soler 1915 in The Spanish Jade. Sein Debüt als Schauspieler in einem mexikanischen Film hatte er 1925 in La verdad de la vida. 1938 ging Soler nach Hollywood, um dort in den beiden Filme Verbena trágica und El caudal de los hijos zu spielen. Bei ersterem handelte es sich um einen der letzten Versuche von Columbia Pictures, einen Film zu drehen, der sie spanischsprachige Gemeinschaft in den Vereinigten Staaten ansprechen sollte. Die reguläre Produktion spanischsprachiger Filme hatte das Studie zu diesem Zeitpunkt bereits eingestellt. Die Erfahrung mit diesen beiden Filme stärkte bei Soler das Gefühl, dass der mexikanische Filme technisch fortgeschrittener gewesen sei.  Soler war zu dieser Zeit bereits ein anerkannter und erfolgreicher Schauspieler und konnte den Erfolg eines Films mitbestimmen. So wird die Tatsache, dass En tiempos de don Porfirio der erfolgreichste Film des Jahres 1939 in Mexiko wurde, neben der nostalgischen Ausrichtung des Films auch dem Schauspiel Solers zugeschrieben. Erstmals führte Soler 1940 für Con su amable permiso Regie. Er arbeitete mit vielen Vertretern des Goldenen Zeitalters des mexikanischen Films wie etwa María Félix, Cantinflas, Marquita Rivera, Sara García, Joaquín Pardavé, Ninón Sevilla, Andrea Palma, Gloria Marín, Roberto Cañedo, Arturo de Córdova und seinen Geschwistern zusammen. Als Schauspieler arbeitete Soler unter anderem unter Luis Buñuel, in dessen Filmen Der große Lebemann im Jahr 1949 und Susanna – Tochter des Lasters im Jahr 1951 er auftrat. 1951 gewann Soler den Silbernen Premio Ariel als bester Hauptdarsteller für seine Rolle in No desearás la mujer de tu hijo. Im Folgejahr war er erneut in dieser Kategorie nominiert. Für seine Darstellung in El grito de la carne ging er jedoch leer aus.
1946 heiratete Soler die Schauspielerin Sagrario Gómez Seco, mit der er bis zu seinem Tod zusammen lebte. Die Ehe blieb kinderlos. Von 1946 bis 1950 war Soler Präsident der Academia Mexicana de Artes y Ciencias Cinematográficas. Am 24. Oktober 1979 verstarb Soler an Komplikationen in Folge einer halbseitigen Lähmung.

## Filmographie (Auswahl)
| als Schauspieler: - 1915: The Spanish Jade - 1925: La verdad de la vida - 1934: Chucho "El Roto" - 1938: Por mis pistolas - 1938: Dos cadetes - 1938: La bestia negra - 1940: Pobre diablo - 1940: Creo en Dios - 1940: Con su amable permiso - 1940: Al son de la marimba - 1941: El barbero prodigioso - 1941: Cuando los hijos se van - 1942: El verdugo de Sevilla - 1942: ¡Que hombre tan simpático! - 1943: México de mis recuerdos - 1944: El rey se divierte - 1944: Capullito de alhelí - 1945: La reina de la opereta - 1945: Flor de durazno - 1945: Las cinco advertencias de Satanás - 1945: Mamá Inés - 1946: Los maderos de San Juan - 1946: Todo un caballero - 1947: ¡Que Dios me perdone! - 1948: Una familia de tantas - 1948: Rosenda - 1949: Las joyas del pecado - 1949: Der große Lebemann (El gran calavera) - 1949: Cuide a su marido - 1949: La oveja negra - 1949: No desearás la mujer de tu hijo - 1950: El grito de la carne - 1950: Susanna – Tochter des Lasters (Susana – Carne y demonio) - 1950: Mi mujer no es mía - 1950: Mi querido capitán - 1951: Mamá nos quita los novios - 1951: Die Tochter der Lüge (La hija del engaño) - 1952: Prefiero a tu papá - 1952: Por ellas aunque mal paguen - 1952: Solo para maridos - 1953: Reportaje - 1956: Cuando México canta - 1960: Las memorias de mi General - 1961: El amor de los amores - 1963: México de mis recuerdos - 1963: Historia de un canalla - 1964: Los tales por cuales - 1964: Así amaron nuestros padres - 1964: Los hermanos Muerte - 1965: Los valses venían de Viena y los niños de Paris - 1966: El derecho de nacer - 1966: Los ángeles de Puebla - 1967: No hay cruces en el mar - 1968: Romeo contra Julieta - 1968: El día de las madres - 1971: Hoy he soñado con Dios - 1972: Pobre, pero honrada - 1972: El señor de Osanto - 1975: La comadrita - 1977: El lugar sin límites - 1978: El gran perro muerto | als Regisseur: - 1939: Odio - 1940: Con su amble permiso - 1941: El barbero prodigioso - 1942: El verdugo de Sevilla - 1942: ¡Que hombre tan simpático! - 1943: Tentación - 1943: Ojos negros - 1944: Como todas las madres - 1944: Capullito de alhelí - 1945: Mamá Inés - 1946: El conquistador - 1946: Me persigue una mujer - 1949: La hija del penal - 1949: Cuide a su marido - 1950: El grito de la carne - 1950: Mi mujer no es mía - 1951: Los enredos de una gallega - 1952: María del mar - 1952: Solo para maridos - 1954: Educando a papá - 1954: El indiano - 1954: Der Coyote (nicht in den Credits geführt) als Drehbuchautor: - 1939: Papacito lindo - 1942: ¡Que hombre tan simpático! - 1943: Tentación - 1943: Ojos negros - 1945: Mamá Inés - 1946: Me persigue una mujer - 1949: Cuide a su marido - 1950: Mi mujer no es mía - 1952: María del mar - 1952: El gran mentiroso - 1952: Solo para maridos - 1954: Educando a papá - 1954: El indiano - 1969: Tápame contigo als Produzent: - 1940: Pobre diablo - 1944: Capullito de alhelí - 1949: La hija del penal - 1949: Der große Lebemann |